# Кшиштоф Савицький
Кшиштоф Пешек Савицький (пол. Krzysztof Leszek Sawicki) (17 січня 1955, Варшава) — польський журналіст та дипломат. Генеральний консул Республіки Польща у Львові (2000—2003).

## Життєпис
Народився 17 січня 1955 року. У 1980 році закінчив Люблінський католицький університет за спеціальністю «Польська філологія».
З 1981 року працював журналістом і редактором у газетах, що видавалися антикомуністичним рухом «Солідарність» в Білостоку, а потім у Любліні. Серед іншого публікувався в часописах «Вєнзь» («Więź») та «Тиґодніку повшехному» («Tygodnik Powszechny»). Під час воєнного стану і аж до 1989 року виконував редакційну й журналістську роботу в підпільних виданнях, зокрема в «Архіві Східному».
У 1989 році співпрацював з білостоцьким видавництвом «Версус», був журналістом у бюлетені «Солідарності» в Білостоку, а також у виданнях, присвячених зв'язкам поляків з литовцями, білорусами та українцями.
З 1990 року — на дипломатичні роботі у Міністерстві закордонних справ Республіки Польща.
З 1991 року — обійняв посаду консула з питань діаспори Політичного відділу в Посольстві Республіки Польща у Москві.
У 1995—1998 рр. — працював у Політичному відділі Посольства Республіки Польща в Алмати, де виконував також функції заступника посла.
У 2000—2003 рр. — Генеральний консул Республіки Польща у Львові
З 2003 року — працював у Департаменті співпраці з польською діаспорою МЗС Польщі. З здійснив кількамісячні виїзди до польських представництв у Лондоні, Москві, Мінську, Калінінграді, Луцьку.
У 2016—2017 рр. — в.о. Генерального Консула Республіки Польща у Луцьку

## Нагороди
- Хрест свободи та солідарності (2020)[7]